# USS Livermore (DD-429)
Эскадренный миноносец «Ливермор» (англ. USS Livermore (DD-429)) — американский эсминец типа Gleaves.
Заложен на верфи Bath Iron Works, Bath Me 6 марта 1939 года. Заводской номер: 180. Спущен 3 августа 1940 года, вступил в строй 7 октября 1940 года. Выведен в резерв 24 января 1947 года. Из ВМС США исключён 19 июля 1956 года. С 1956 по 1958 годы использовался для опытовых целей и разборки на запасные части. Продан 3 марта 1961 года фирме «Potomac Shipwrecking Co.», Новый Орлеан и разобран на слом в августе 1961 года.